# معسكر ليبرتي
معسكر ليبرتي (بالإنجليزية: Camp Liberty)‏ هو معسكر سابق للجيش الأمريكي المحتل في العراق في جنوب بغداد وحالياً هو مخيم لأعضاء منظمة مجاهدي خلق المعارضة للنظام الإيراني، تم نقل سكان هذا المخيم بالقوة من معسكر أشرف في سنة 2013 وقد تعرض هذا المعسكر لعمليات هجوم وقصف كثيرة من قبل الميليشيات المؤيدة لإيران.